# Nicholas Stern
Nicholas Stern (* 22. dubna 1946) je britský ekonom a akademik. Je profesorem ekonomie a řízení, předseda Granthamova výzkumného ústavu pro změnu klimatu a životního prostředí na London School of Economics (LSE) a od roku 2010 profesorem na pařížské Collège de France. Od roku 2013 působí jako předseda Britské akademie.
Mezi lety 2000 a 2003 působil jako hlavní ekonom a viceprezident Světové banky. Později pracoval pro britskou vládu na hodnocení vlivu ekonomiky na současné klimatické změny, kde v roce 2006 jako hlavní editor publikoval tzv. Sternovu zprávu.

## Dílo
- (česky) Ekonomické aspekty změny klimatu (český překlad 32 stran shrnutí studie)
- (anglicky) A Strategy for Development, World Bank Publications, 2002 (ISBN 978-0821349809).
- (anglicky) The Economics of Climate Change: The Stern Review (Ekonomické aspekty změny klimatu), Cambridge University Press, 2007 (ISBN 978-0521700801).
- (anglicky) A Blueprint for a Safer Planet: How to Manage Climate Change and Create a New Era of Progress and Prosperity, Bodley Head, PublicAffairs, 2009 (ISBN 978-1-84792-037-9).
- (anglicky) The Global Deal: Climate Change and the Creation of a New Era of Progress and Prosperity, 2009 (ISBN 978-1586486693).
- (anglicky) Why Are We Waiting? The Logic, Urgency, and Promise of Tackling Climate Change, MIT Press, 2015 (ISBN 9780262029186).